# Kolno (jezioro w powiecie augustowskim)
Kolno – jezioro położone w województwie podlaskim, w powiecie augustowskim, w gminie Augustów, na południe od Augustowa. Jezioro stanowi Rezerwat przyrody Jezioro Kolno (ochrona miejsc lęgowych łabędzia niemego).

## Charakterystyka
- Powierzchnia: 269,26 ha
- Długość: 2 315 m
- Maksymalna szerokość: 1 700 m
- Maksymalna głębokość: 2 m
- Objętość: 1360 tys. m³

Jezioro Kolno jest polodowcowym jeziorem wytopiskowym moreny dennej. Misa jeziora ma okrągły, lekko wklęsły kształt. Brzegi są bagniste, trudno dostępne, otoczone szerokim pasem oczeretów: trzcina pospolita i pałka szerokolistna.
Kolno zalicza się do jezior przepływowych. Pierwotny poziom wody został obniżony o około 80 centymetrów w wyniku przeprowadzonych melioracji na torfowisku przylegającym do jeziora od strony północnej oraz pogłębieniu koryta rzeki Kolniczanki. Wśród szuwaru rośnie wodna roślina owadożerna aldrowanda pęcherzykowata.

## Nazwa
Nazwa jeziora pochodzi prawdopodobnie od jaćwieskiego słowa kal, oznaczającego błoto, muł, nie zaś od kolistego kształtu.